# Сполучні слова
Сполу́чне сло́во приєднує підрядне речення до головного й водночас є членом підрядного речення. У ролі сполучних слів виступають відносні займенники й прислівники хто, що, який, чий, котрий, де, куди, звідки, як, чому, коли (Хто якщо думає, той і розум має (Нар. тв.)), 
Різниця між сполучниками та сполучними словами полягає в тому, що:
- сполучники не відповідають на питання і не є головним чи другорядним членом речення, а сполучні слова можуть бути другорядним чи головним членом речення
- підрядне речення зі сполучним словом можна перетворити на питальне речення, а зі сполучником — не можна. Наприклад, «Сталося щось таке, чого не могло статися» (В. Козаченко) — Чого не могло статися?

- сполучник можна замінити лише сполучником, а сполучне слово — тільки іншим сполучним словом.

### Приклади сполучних слів, схожих на сполучники: що, про те, щоб.
- Хлопчик сповістив, що приїде у суботу. (Що — сполучник)
- Хлопчик пригадав, що написано у вправі. (Що — сполучне слово)
- Що б не робив, усе не так. (Що б — сполучне слово)
- Я хочу, щоб був мир. (Щоб — сполучник)

| Мовознавство | Це незавершена стаття з мовознавства. Ви можете допомогти проєкту, виправивши або дописавши її. |